# Camp de llum
En el món de la física, es denomina camp de llum (light field en anglès) la funció vectorial que determina la quantitat de llum que viatja d'un punt a un altre en la totalitat de l'espai. La síntesi d'aquest espai es fa per mitjà de la funció plenòptica, una funció de 5 dimensions encarregada de representar la cromaticitat o intensitat de tots els punts i direccions d'un espai de 3 dimensions. El terme es perfila per primer cop en l'article "Pensaments sobre les vibracions dels rajos" de Michael Faraday el 1846, on proposa una interpretació sobre la llum com un camp, similar a la dels camps magnètics. Serà el 1939 l'any que apareixerà el terme camp de llum a "El camp de llum", d'Alexander Gershun.
Els camps de llum són la forma essencial i fonamental per a representar la llum i, per tant, hi ha moltes maneres de crear camps de llum, mecanismes i aparells per a capturar i traduir-los en una imatge, a través d'un programa de computadora.
Podem produir representacions gràfiques dels camps de llum utilitzant dos mètodes: amb la computació gràfica és possible construir-ne a partir de models 3D, i amb la fotografia a través d'un espai real. De totes maneres sempre és important obtenir múltiples punts de vista de l'espai emmarcat (escena) per a reproduir un camp de llum. El conjunt de punts poden formar part d'una línia, pla, esfera o qualsevol altra forma geomètrica depenent de la parametrització utilitzada; tot i això, també és possible fer-ho a partir d'una col·lecció de punts de llum no estructurats.
Aquests són els dispositius que podem utilitzar per capturar camps de llum de manera fotogràfica: una càmera controlada robòticament, una càmera en moviment, un arc de càmeres col·locades en línia (tècnica de captura present a The Matrix per a crear l'efecte bullet time) o a través d'un microscopi o un sistema òptic posicionat amb un conjunt de microlents en un camí òptic.